# Dasycerus poseidon
Dasycerus poseidon — вид жуків родини жуків-хижаків (Staphylinidae). Описаний у 2021 році.

## Поширення
Ендемік Тайваню. Зразки жуків зібрані в центральній та південній частині острова. Цей вид є першим записом підродини Dasycerinae на Тайвані, заповнивши прогалину між Японським архіпелагом та Південно-Східною Азією.

## Живлення
Мікофаг. В лабораторних умовах живився міцелієм Pleurotus ostreatus.